# Чемпіонат світу з трекових велоперегонів 2014 — скретч (жінки)
Змагання зі скретчу серед жінок на Чемпіонаті світу з трекових велоперегонів 2014 відбулись 26 лютого 2014. У них взяли участь 20 велогонщиць, які здолали 40 кіл (10 км).

## Медалісти
| Золото | Келлі Дрютс (BEL)          |
| Срібло | Катаржина Павловська (POL) |
| Бронза | Євгенія Романюта (RUS)     |

## Результати
Заїзд розпочавсь о 19:40.
| Місце | Ім'я                  | Країна          | Кола відставання |
| ----- | --------------------- | --------------- | ---------------- |
| 1     | Келлі Дрютс           | Бельгія         |                  |
| 2     | Катаржина Павловська  | Польща          |                  |
| 3     | Євгенія Романюта      | Росія           |                  |
| 4     | Дженіфер Валенте      | США             |                  |
| 5     | Лорі Бертон           | Франція         |                  |
| 6     | Лейре Олаберрія       | Іспанія         |                  |
| 7     | Юмарі Гонсалес        | Куба            |                  |
| 8     | Дені Кінг             | Велика Британія |                  |
| 9     | Джорджія Бронзіні     | Італія          |                  |
| 10    | Катерина Баразна      | Білорусь        |                  |
| 11    | Ярміла Махачова       | Чехія           |                  |
| 12    | Дяо Сяо Цзюань        | Гонконг         |                  |
| 13    | Альжбета Павлендова   | Словаччина      |                  |
| 14    | Керолайн Раян         | Ірландія        |                  |
| 15    | Стефані Поль          | Німеччина       |                  |
| 16    | Дженні Сальседо       | Колумбія        |                  |
| 17    | Майра Дель Росіо Роча | Мексика         |                  |
| 18    | Тетяна Клімченко      | Україна         |                  |
| 19    | Ешлі Анкудінов        | Австралія       |                  |
|       | Джупта Сомнет         | Малайзія        | DNF              |